# Calvisano
Calvisano – miejscowość i gmina we Włoszech, w regionie Lombardia, w prowincji Brescia.